# Extended Versions: Triumph
Extended Versions: Triumph es el tercer álbum recopilatorio de la banda canadiense de hard rock Triumph y fue publicado en 2006. Este álbum recopilatorio contiene canciones en vivo que fueron grabadas de 1981 a 1983.

## Lista de canciones
1. "When the Lights Go Down" — 5:08
2. "Tear the Roof Off" — 4:13
3. "Lay It on the Line" — 4:48
4. "Rock & Roll Machine" — 2:40
5. "Guitarinator" — 8:40
6. "Nature's Child" — 4:42
7. "Drummer's Elbo" — 6:30
8. "Never Surrender" — 6:38
9. "Magic Power" — 5:49
10. "Fight the Good Fight — 5:23

## Formación
- Rik Emmett — voz y guitarra
- Gil Moore — voz y batería
- Michael Levine — bajo y teclados